# Australische roerdomp
De Australische roerdomp (Botaurus poiciloptilus) is een vogel uit de familie van de reigers (Ardeidae).

## Kenmerken

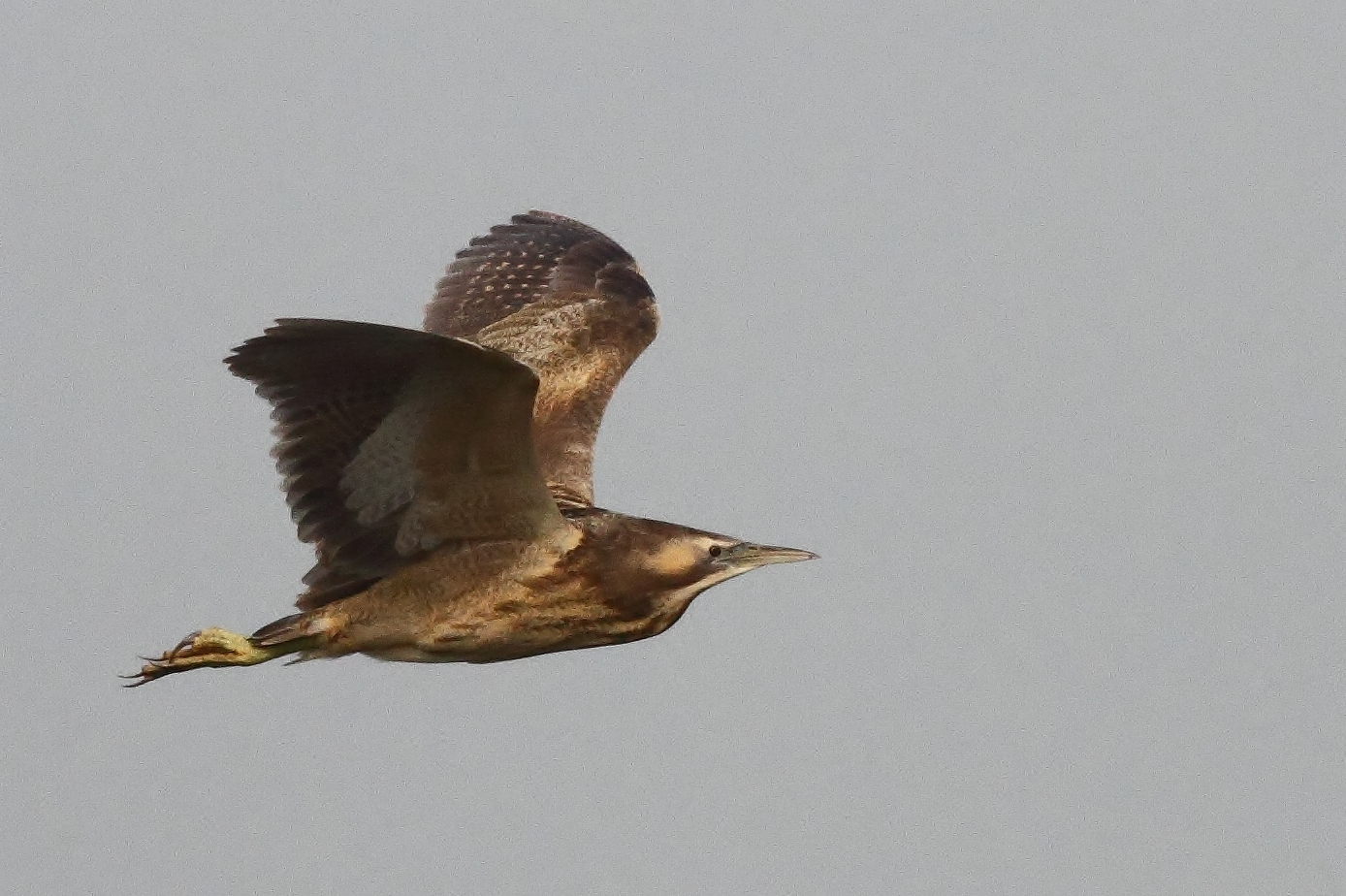
Australische roerdomp in vlucht

De vogel is 66 tot 76 cm lang en heeft een spanwijdte van 105 tot 119 cm. De vogel lijkt qua formaat en gedrag sterk op de Europese roerdomp. De Australische roerdomp heeft van boven een patroon van bruine en zwarte strepen over zijn lichaam, waarbij de donkere partijen donkerder zijn dan bij de gewone roerdomp, van onder daarentegen is de vogel weer lichter gekleurd, met een blekere keel.

## Verspreiding, leefwijze en leefgebied
De Australische roerdomp is te vinden in het zuidwesten en zuidoosten van Australië, Tasmanië, Nieuw-Zeeland, Nieuw-Caledonië en Ouvéa. Deze reigerachtige voedt zich met in het water levende dieren, zoals kikkers, paling en schaaldieren. Het nest wordt gebouwd op de grond in dichte moerasvegetatie, op vertrapt riet en andere planten.

## Status
De grootte van de populatie werd in 2022 door BirdLife International geschat op 1000 tot 2500 volwassen individuen. De populatie-aantallen in Australië nemen af door habitatverlies. Het leefgebied wordt daar aangetast door drooglegging van moerasgebieden voor agrarisch gebruik. Om deze redenen staat deze soort als kwetsbaar op de Rode Lijst van de IUCN. De populatie-aantallen in Nieuw-Zeeland zijn mogelijk stabiel en cijfers over trends in Nieuw-Caledonië ontbreken.